# Cornelius Elanjikal
Cornelius Elanjikal (Malayalam കൊർണേലിയൂസ് ഇലഞ്ഞിക്കൽ; * 8. September 1918 in Kara bei Kodungallur, Kerala, Indien; † 7. August 2011 in Ernakulam in Kochi, Kerala) war römisch-katholischer Erzbischof von Verapoly.

## Leben
Cornelius Elanjikal stammte aus dem Ort Kara in der Nähe von Kodungallur an der Malabarküste. Er studierte Philosophie und Katholische Theologie am Päpstlichen St. Joseph-Seminar Mangalapuzha in Aluva, einem Seminar der Syro-malabarische Kirche der Thomaschristen und eines der weltweit größten Priesterseminare, sowie an der Päpstlichen Universität Urbaniana in Rom. Er empfing am 18. März 1945 in Rom die Priesterweihe. An der Päpstlichen Universität Urbaniana wurde er in Philosophie des Upanishaden und 1948 mit einer Dissertationsschrift zum Thema De vicario cooperatore saeculari non beneficiali („Über den weltgeistlichen Vicarius cooperator ohne Pfründe“) zum Dr. iur. can. promoviert.
Papst Paul VI. ernannte ihn am 16. Januar 1971 zum ersten indischen Bischof von Vijayapuram. Der Erzbischof von Bangalore, Duraisamy Simon Lourdusamy, spendete ihm am 4. April desselben Jahres die Bischofsweihe; Mitkonsekratoren waren Jerome M. Fernandez, Bischof von Quilon, und John Ambrose Abasolo y Lecue OCD, Altbischof von Vijayapuram. Nach dem Tod von Joseph Kelanthara am 19. Oktober 1986 folgte er diesem als Erzbischof von Verapoly nach.
Cornelius Elanjikal war von 1987 bis 1996 Präsident des Kerala Regional Latin Catholic Bishops’ Council (KRLCBC) und von 1989 bis 1992 Präsident des Kerala Catholic Bishops’ Council (KCBC). Am  14. Juni 1996 nahm Papst Johannes Paul II. seinen altersbedingten Rücktritt an.
Elanjikal war bekannt für sein Engagement im Bereich der Kirchenmusik in Malayalam und komponierte selber über 500 Lieder. Er veröffentlichte zehn Werke, insbesondere über die Philosophie des Hinduismus und Veda, der religiösen Texte im Hinduismus. Das Buch Concept of God in Upanishads ist Standardwerk auch bei hinduistischen Lehrern. In der Bevölkerung war er wegen seines Engagements für die Dalit, die Nachfahren der indischen Ureinwohner, geachtet.